# Guelma
Guelma (em árabe: قالمة) é a capital da província de Guelma, localizada no nordeste da Argélia. Segundo o censo de 2012, a população total da cidade era de 157 334 habitantes.

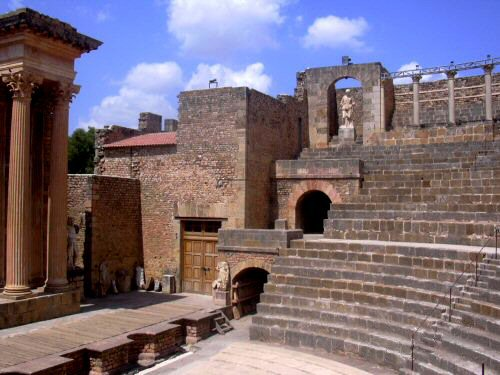
Teatro romano de Guelma